# عصيرة القبلية
عصيرة القبلية أو "عصيرة الجنوبية" قرية من قرى الضفة الغربية وتتبع محافظة نابلس، ومن القرى التي وقعت في حرب 1967. تشتهر القرية بزراعة القمح والزيتون وتشتهر بوجود الحجر والمحاجر.[بحاجة لمصدر]

## التسمية
سميت بعصيرة الجنوبية نسبة لوجودها إلى الجنوب من مدينة نابلس، ولتمييزها عن بلدة عصيرة الشمالية الواقعة إلى الشمال من مدينة نابلس. وسميت أيضاً بعصيرة القبلية، وهي التسمية الدارجة، كون اتجاه القبلة إلى الجنوب. [بحاجة لمصدر]

## الجغرافيا
تقع عصيرة القبلية إلى الجنوب الغربي من مدينة نابلس وتبعد عنها حوالي 14 كم.[بحاجة لمصدر]

## السكان
بلغ عدد سكانها 2٫935 نسمة في عام 2017 حسب الجهاز المركزي للإحصاء الفلسطيني.

## الاستيطان
أقامت سلطات الاحتلال الإسرائيلي عام 1982 مستوطنة يتسهار إلى الشرق من القرية.[بحاجة لمصدر]